# Vaszil Uladzimiravics Bikav
Vaszil Uladzimiravics Bikav (fehérorosz: Васі́ль Уладзі́міравіч Бы́каў , oroszul: Василь Влади́мирович Быков) – (Vaszil Vlagyimirovics Bikov, (Byčki, 1924. június 19. – Baraŭliany, 2003. június 22.) szovjet és fehérorosz író, világháborús regények és novellák szerzője. Munkásságát többek között Joszif Brodszkij és Czesław Miłosz Nobel-díjasok is javasolták a Nobel-díjra.

## Élete és pályafutása
Vaszil Bikav 1924-ben Bicski faluban született, nem messze Vicebszktől. 1941-ben Ukrajnában tartózkodott, amikor Németország megtámadta a Szovjetuniót. A tizenhét éves Bikavot besorozták a Vörös Hadseregbe, ahol lövészárkok ásására osztották be. A háború előrehaladtával később bekapcsolódott a németek elleni harcba, és hadnagyi rangra emelkedett. Részt vett Krivoj Rog, Olekszandrija, Znamjanka városok felszabadításáért vívott harcokban. A kirovhradi hadművelet során a lábán és a hasán megsebesült (tévedésből halottnak nyilvánították); a sebesülés utáni események szolgáltak a A halottaknak nem fáj című történet alapjául. 1944 elején három hónapig kórházban volt. Ezután részt vett a jászvásár–kisinyovi hadműveletben, amelynek célja Moldova felszabadítása a náci betolakodóktól és Románia kiugrása a háborúból. Az aktív hadsereggel áthaladt Bulgárián, Magyarországon, Jugoszlávián, Ausztrián; erről a Hosszú út hazafelé (2003) című könyvében emlékezett meg.
A háború után leszerelték, de később visszatért a hadsereghez, 1949–1955 között szolgált a Kuril-szigeteken, végül őrnagyi rangban került tartalékos állományba. Ezután újságíróként kezdett dolgozni a Hrodzenszkaja Pravda (Hrodnai Pravda) újságnál. Ugyanebben az évtizedben kezdtek megjelenni első novellái, amelyek közül a leghíresebbek Az út végén, az Obeliszk, a Ki tudja, visszatérsz-e? és a Hajnalig élni. Az út végén ihlette Larisza Sepityko rendező Kálvária című filmjét, amelyet 1977-ben mutattak be, és a 27. Berlini Nemzetközi Filmfesztivál Arany Medve díját nyerte el. A peresztrojka alatt és után részt vett a reformpárti mozgalomban (pl. Fehéroroszországi Népfront). 1993 októberében aláírta a negyvenkettők levelét.
Bikav irodalmi teljesítménye a második világháborús harcok szigorúan realista, bár líra által megérintett, jellemzően kevés szereplős ábrázolásában rejlik. Az összecsapás ádáz voltában erkölcsi dilemmákkal szembesülnek mind ellenségeikkel szemben, mind pedig saját ideológiai és politikai korlátokkal terhelt szovjet világukon belül. Ez a megközelítés a Vörös Hadsereg egyes tábornokaitól és a kommunista párt sajtójától a „hamis humanizmus” gonosz vádjait idézte elő. Más kritikák dicsérték a megalkuvást nem ismerő írást. „Vaszil Bikav nagyon bátor és megalkuvást nem ismerő író, inkább Szolzsenyicin-bélyegű” – írta Michael Glenny a Partisan Review-ban 1972-ben. Bikav a Szovjetunió egyik legcsodáltabb írója volt. 1980-ban megkapta a Fehérorosz SZSZK népi írója kitüntető címet.

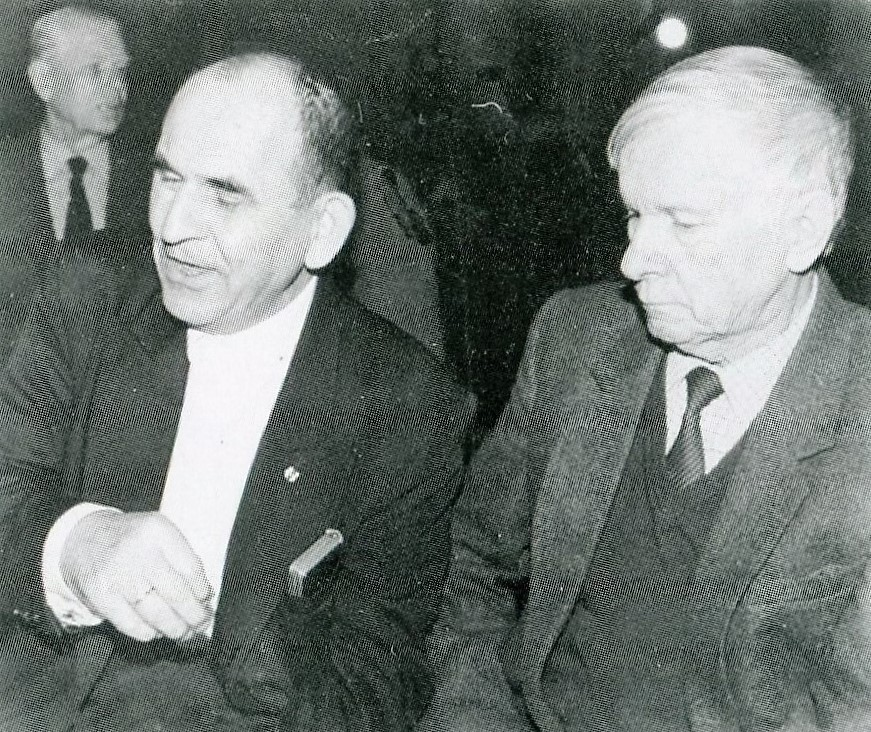
Sokrat Janowicz fehérorosz lengyel író és Vaszil Bikav 1996-ban

Minden művét anyanyelvén, fehérorosz nyelven írta, és néhányat önállóan fordított oroszra. Az orosz nyelvű művek szövegei nem „pontos” fordítások, ennek egyik oka az volt, hogy a cenzúra nagyobb mértékben torzította az orosz változatokat, mint a fehérorosz eredetieket (hogy megakadályozzák pl. Bikav kollektivizálási leírását). Státusza hazájában továbbra is óriási. Aljakszandr Lukasenka rezsimjének ellenfele, a Fehérorosz Népfront támogatója, több évig külföldön élt (először Finnországban, majd Németországban és Csehországban), de egy hónappal halála előtt, 2003-ban visszatért hazájába. Viharos élete és megalkuvást nem ismerő háborús álláspontja azóta is csak növelte hírnevét.

## Halála
Bikav 2003. június 22-én halt meg rosszindulatú gyomordaganatban a Minszk melletti Baravljani onkológiai kórházának intenzív osztályán.
Alekszandr Lukasenko, a Fehérorosz Köztársaság elnöke nem volt a temetésen: munkalátogatást tett a Homeli területen. Bikav sírjánál az államfő nevében koszorút helyeztek el, de a koszorúról letépték az „Elnök” feliratú szalagokat.

## Díjai
- Szocialista Munka Hőse (1984)
- Lenin-rend (1984)
- Katonai Érdemérem(wd) (1951)

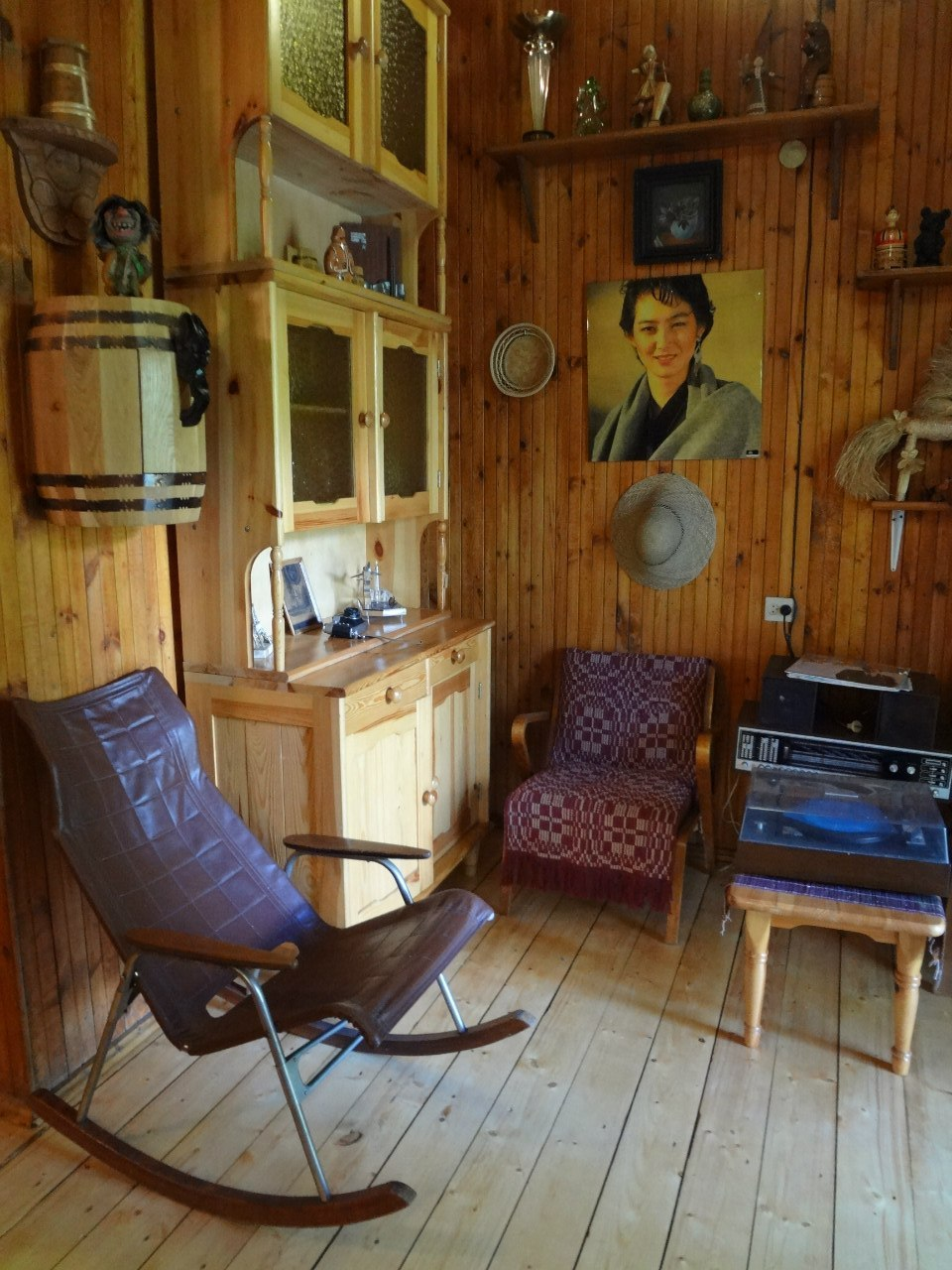
Egy szoba a Bikav Múzeumban

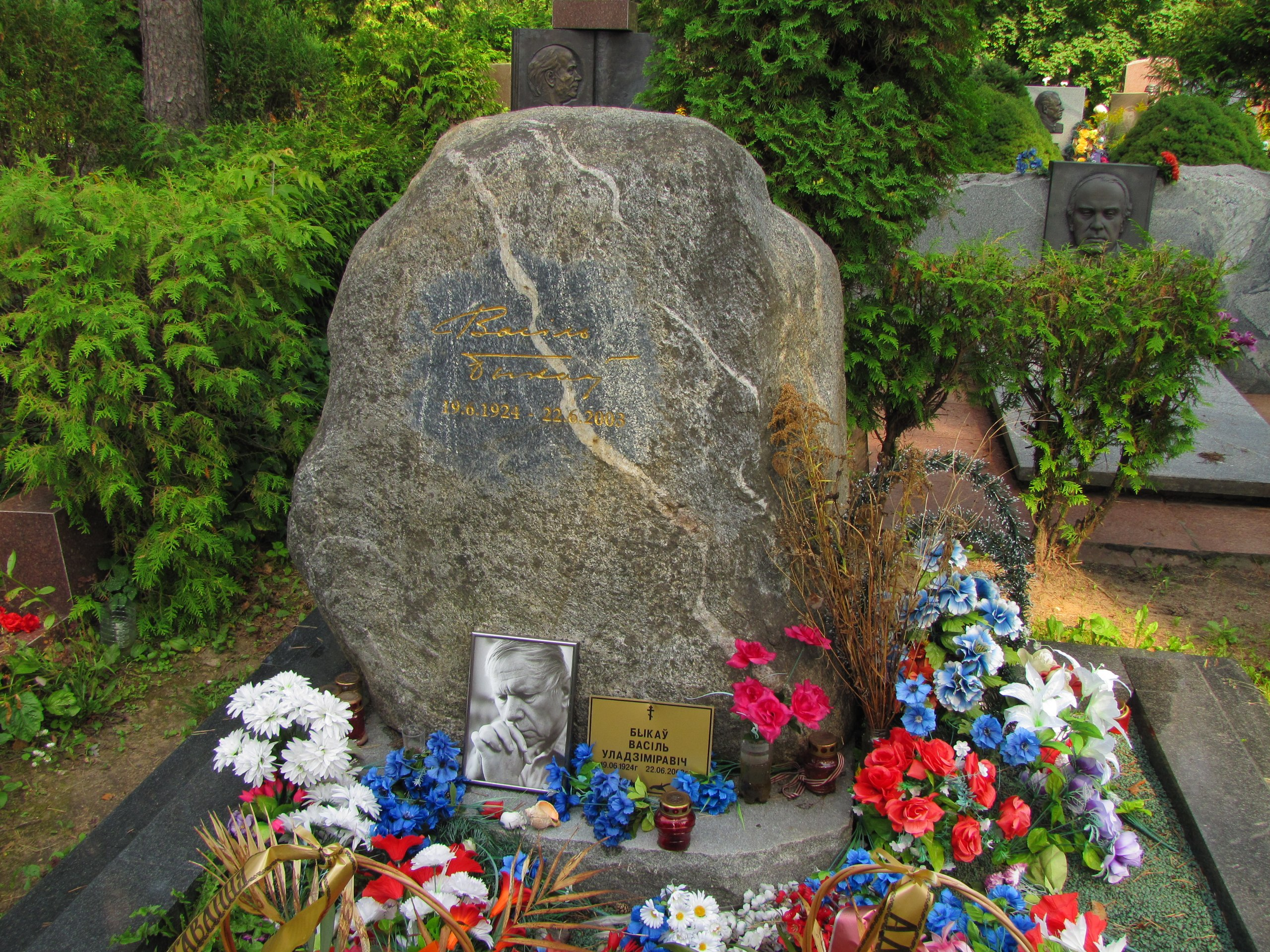
V. Bikav sírja a minszki Keleti temetőben

- Honvédő Háború 1. osztályú rendje(wd) (1985)
- Népek Barátsága Rendje(wd) (1994. július 26., Oroszország) – a modern irodalom fejlesztéséhez és az aktív társadalmi tevékenységekhez való nagy hozzájárulásáért
- A Munka Vörös Zászló Érdemrendje (1974)
- Vörös Csillag Rend(wd) (1945)
- Franciszk Szkarina-medál(wd) (1994. július 13., Fehéroroszország) – a fehérorosz irodalom és művészet fejlődéséhez, a nemzeti újjászületés ügyéhez való jelentős hozzájárulásért
- „Az 1941–1945-ös Nagy Honvédő Háborúban Németország Fölött Aratott Győzelemért érdemérem"
- Jubileumi érem „Az 1941–1945-ös Nagy Honvédő Háborúban aratott győzelem huszadik évfordulójára emlékérem"
- Jubileumi érem „Az 1941–1945-ös Nagy Honvédő Háborúban aratott győzelem harmincadik évfordulójára emlékérem”
- Jubileumi érem „Az 1941–1945-ös Nagy Honvédő Háborúban aratott győzelem negyvenedik évfordulójára emlékérem"
- Jubileumi érem „Az 1941–1945-ös Nagy Honvédő Háborúban aratott győzelem ötvenedik évfordulójára emlékérem"
- Lenin-díj (a Baljós jel című történetért; 1986)
- A Szovjetunió Állami Díja(wd) (a Túlélni hajnalig és az Obeliszk című történetekért; 1974)
- Jakub Kolaszról elnevezett BSZSZK Állami Díj (a Farkasfalka, Az ő zászlóalja című regényekért; 1978)
- Jakub Kolaszról elnevezett BSZSZK irodalmi díj (A harmadik rakéta című történetért; 1964)
- A BSZSZK népi írója (1980)
- Az Usacski járás(wd) díszpolgára

## Könyvei
- 1957 – Az utolsó harcos ("Апошні баец")
- 1959 – Daruszó ("Жураўліны крык")
- 1960 – Lovaglás ("Ход канём")
- 1962 – A harmadik rakéta ("Трэцяя ракета")
- 1962 – Csapda ("Пастка")
- 1964 – Alpesi ballada ("Альпійская балада")
- 1965 – Egy éjszaka ("Адна ноч")
- 1965 – A halottaknak nem fáj (Мёртвым не баліць)
- 1968 – Átkozott magasság (Праклятая вышыня)
- 1968 – A krugljani híd (Круглянскі мост)
- 1968 – Támadás menetben (Атака з ходу)
- 1969 – Hideg (Сцюжа)
- 1970 – Az út végén ("Ліквідацыя" ["Felszámolás"]; eredetileg mint: "Сотнікаў" ["Szotnyikov"])
- 1971 – Az obeliszk ("Абеліск")
- 1972 – Meredek folyópart ("Круты бераг ракі")
- 1973 – Túlélni hajnalig ("Дажыць да світання")
- 1974 – Farkasfalka ("Воўчая зграя")
- 1975 – Az ő katonái ("Яго батальён")
- 1978 – Ki tudja, visszatérsz-e? ("Пайсці і не вярнуцца")
- 1983 – Baljós jel ("Знак бяды")
- 1985 – A kőbánya ("Карьер")
- 1989 – A ködben ("У тумане")
- 1996 – Szeress engem, katona ("Пакахай мяне, салдацік)
- 1997 – A fal ("Сцяна", novellák)
- 1998 – Afgán ("Афганец")
- 1998 – Farkasverem ("Ваўчыная яма")
- 2001 – Ingovány ("Балота")
- 2003 – Hosszú út hazafelé ("Доўгая дарога да дому")

### Magyarul
- A harmadik rakéta. Regény (Трэцяя ракета) – Európa, Budapest, 1963 (Modern könyvtár) · Fordította: Szegő György
- Alpesi ballada; Mai szovjet kisregények (Альпійская балада) – Európa, Budapest, 1968 · Fordította: Brodszky Erzsébet, Hernádi László, Kristó Judit, Soproni András, B. Lányi Márta
  - – Vaszil Bikov: Alpesi ballada (Hernádi László)
  - – Enn Vetemaa: Az emlékmű (Kristó Judit)
  - – Vlagyimir Amlinszkij(wd): Felhők a város felett (Soproni András)
  - – Icchokas Meras: Mi tartja a világot? (Brodszky Erzsébet)
  - – Grigorij Baklanov: Karpuhin (B. Lányi Márta)
- A halottaknak nem fáj. Regény; oroszból ford. Enyedy György, utószó E. Fehér Pál; Európa, Budapest, 1971 (Modern könyvtár)
- Az út végén (Сотнікаў) – Kossuth, Budapest, 1972 · Fordította: Nagy Elek
- Hajnalig élni (Дажыць да світання) – Magvető, Budapest, 1975 (Világkönyvtár) · ISBN 9632700155 · Fordította: Enyedy György
- Az obeliszk; kisregények (Абеліск) – Európa, Budapest, 1975 (Európa zsebkönyvek) · ISBN 9630701766 · Fordította: Nagy Elek, Karsai Éva, Hernádi László
  - – Az obeliszk (Nagy Elek)
  - – Az út végén (Nagy Elek)
  - – A krugljani híd (Karsai Éva)
  - – Alpesi ballada (Hernádi László)
- Farkascsorda. Szovjet kisregények (Воўчая зграя) – Európa, Budapest, 1978 · ISBN 9630713160 · Fordította: Árvay János, G. Lányi Márta, Kántor Péter, Szabó Mária
  - – Vaszil Bikov: Farkascsorda (Szabó Mária)
  - – Jurij Dodolev(wd): A Sabolovkán, akkor ősszel (Kántor Péter)
  - – Anatolij Makarov: Életem a muzsika (G. Lányi Márta)
  - – Fazil Iszkander: Remzik (Árvay János)
- Az ő katonái (Его батальон) – Móra, Budapest, 1979 · ISBN 9632113179 · Fordította: Soproni András
- Ki tudja, visszatérsz-e? (Пайсці і не вярнуцца) – Európa, Budapest, 1984 (Európa zsebkönyvek) · ISBN 9630733536 · Fordította: Soproni András
- Baljós jel (Знак бяды) – Zrínyi, Budapest, 1986 · ISBN 9633268850 · Fordította: Soproni András
- A kőbánya (Карьер) – Európa, Budapest, 1988 · ISBN 9630745887 · Fordította: Soproni András

## Filmek
- 1963 A harmadik rakéta (film)
- 1966 Alpesi ballada (film)
- 1975 Волчья стая (film)
- 1977 Obeliszk (film)
- 1977 Kálvária (film)
- 1981 A háború hosszú útjai (TV-film)
- 1989 Его батальон (TV-film)
- 2012 Ködben (film)
- 2009 Обречен на войну (film)

## Fordítás
- Ez a szócikk részben vagy egészben  a   Vasil Bykaŭ című angol Wikipédia-szócikk fordításán alapul.  Az eredeti cikk szerkesztőit annak laptörténete sorolja fel. Ez a jelzés csupán a megfogalmazás eredetét és a szerzői jogokat jelzi, nem szolgál a cikkben szereplő információk forrásmegjelöléseként.
- Ez a szócikk részben vagy egészben  a(z)   Быков, Василь Владимирович című orosz Wikipédia-szócikk fordításán alapul.  Az eredeti cikk szerkesztőit annak laptörténete sorolja fel. Ez a jelzés csupán a megfogalmazás eredetét és a szerzői jogokat jelzi, nem szolgál a cikkben szereplő információk forrásmegjelöléseként.